# Кошкеле
Кошкеле (латыш. Košķele) — населённый пункт в Буртниекском крае Латвии. Входит в состав Вецатской волости. По данным на 2007 год, в населённом пункте проживало 69 человек.

## История
В советское время населённый пункт носил название Ауструми и входил в состав Вецатского сельсовета Валмиерского района. В селе располагался совхоз «Ауструми».
Бригадир совхоза «Ауструми» Яков Аболтинь в 1966 году был удостоен звания Героя Социалистического Труда.